# Половинкін Леонід Олексійович
Половинкін Леонід Олексійович (1 (13) серпня 1894 , Курган, Тобольська губернія  — 8 лютого 1949 , Москва ) — російський радянський композитор.

## Біографія
Народився 13 серпня 1894 р. у м. Кургані. Помер 8 лютого 1949 р. у Москві. Закінчив Московську консерваторію (1924, клас С. Василенка). Виступав як піаніст, працював у театрах. Автор музики до українського фільму «Інтриган» (1935).